# Episodi de I misteri di Murdoch (ottava stagione)
L'ottava stagione della serie televisiva I misteri di Murdoch è stata trasmessa per la prima volta in Canada dalla CBC a partire dal 6 ottobre 2014. Il primo episodio è andato in onda nel Regno Unito ed in Irlanda il 26 gennaio 2015 e negli Stati Uniti il 21 febbraio 2015.
In Italia va in onda dal 3 maggio 2021 su Giallo. Nel mese di maggio sono stati trasmessi dieci episodi, mentre i restanti otto episodi sono stati trasmessi a partire dal 6 settembre 2021. La programmazione italiana ha inizialmente alterato l'ordine originale degli episodi, per poi ritrasmetterli rispettando l'ordine originale.
| n° | Titolo originale                 | Titolo italiano                                 | Prima TV Canada  | Prima TV Italia   |
| -- | -------------------------------- | ----------------------------------------------- | ---------------- | ----------------- |
| 1  | On the Waterfront (part 1)       | Fronte del porto - Parte 1                      | 6 ottobre 2014   | 3 maggio 2021     |
| 2  | On the Waterfront (part 2)       | Fronte del porto - Parte 2                      | 13 ottobre 2014  | 3 maggio 2021     |
| 3  | Glory Days                       | Giorni di gloria                                | 20 ottobre 2014  | 10 maggio 2021    |
| 4  | Holy Matrimony, Murdoch!         | Per tutti i matrimoni, Murdoch...               | 3 novembre 2014  | 10 maggio 2021    |
| 5  | Murdoch Takes Manhattan          | Murdoch alla conquista di Manhattan             | 10 novembre 2014 | 17 maggio 2021    |
| 6  | The Murdoch Appreciation Society | La setta degli ammiratori del Detective Murdoch | 17 novembre 2014 | 17 maggio 2021    |
| 7  | What Lies Buried                 | Le verità sepolte                               | 24 novembre 2014 | 24 maggio 2021    |
| 8  | High Voltage                     | Alta tensione                                   | 1 dicembre 2014  | 24 maggio 2021    |
| 9  | The Keystone Constables          | Agenti chiave                                   | 8 dicembre 2014  | 31 maggio 2021    |
| 10 | Murdoch and the Temple of Death  | Murdoch e il tempio della morte                 | 12 gennaio 2015  | 6 settembre 2021  |
| 11 | All That Glitters                | Tutto ciò che luccica                           | 19 gennaio 2015  | 13 settembre 2021 |
| 12 | The Devil Wears Whalebone        | Il diavolo indossa stecche di balena            | 26 gennaio 2015  | 13 settembre 2021 |
| 13 | The Incurables                   | Le incurabili                                   | 9 febbraio 2015  | 31 maggio 2021    |
| 14 | Toronto's Girl Problem           | Il problema della ragazza di Toronto            | 16 febbraio 2015 | 20 settembre 2021 |
| 15 | Shipwreck                        | Il naufragio                                    | 23 febbraio 2015 | 27 settembre 2021 |
| 16 | CrabtreeMania                    | La passione di Crabtree                         | 16 marzo 2015    | 27 settembre 2021 |
| 17 | Election Day                     | Il giorno delle elezioni                        | 23 marzo 2015    | 4 ottobre 2021    |
| 18 | Artful Detective                 | Il furbo detective                              | 30 marzo 2015    | 4 ottobre 2021    |

## Fronte del porto - Parte 1
- Titolo originale: On the Waterfront (Part 1)
- Diretto da: Laurie Lynd
- Scritto da: Peter Mitchell

### Trama
Durante una cena alla quale aveva invitato alcuni colleghi commercianti, il signor Richard Dawkins viene brutalmente ucciso: due individui a volto coperto lo colpiscono ripetutamente, sfondandogli il cranio.
I presenti - i signori Blake, il signor Jeffries e la vedova McKinnon, il capitano del porto - non hanno potuto reagire o difenderlo, e le loro testimonianze concordano: nulla è stato rubato e gli aggressori non hanno pronunciato una parola. A detta della moglie, nei giorni precedenti Dawkins era sembrato strano, turbato. Stava meditando di vendere a Jeffries la propria attività, per allontanarsi dal porto, e forse voleva spiegarne le ragioni proprio durante la cena in cui è stato ucciso.
 Il IV Distretto è attualmente guidato dall'ispettore Slorach mentre l'ex ispettore Brackenreid, dopo tre mesi d'ospedale, non sembra intenzionato a tornare al proprio posto. Fisicamente si è ripreso però, malgrado la testimonianza da lui resa, i fratelli O'Shea (responsabili della sua aggressione) sono a piede libero e continuano a dettar legge al porto. Brackenreid teme dunque il peggio, non per sé ma per la propria famiglia, e preferisce tenersi in disparte.
Poiché le lesioni subite da Dawkins sono molto simili a quelle subite da Brackenreid, gli O'Shea sono i principali indiziati per l'omicidio. La polizia intensifica la presenza al porto ma la situazione peggiora rapidamente: anche l'agente Jackson subisce un'aggressione e a riva viene ritrovato il corpo di una donna non identificata. Forse una straniera, forse una senza tetto o una prostituta: è annegata, ma prima di morire era stata incatenata e aveva lottato. Il suo omicidio potrebbe essere legato a quello di Dawkins: la donna risulta morta il giorno prima di lui e pare che il commerciante frequentasse prostitute e fosse abitualmente violento.
Al porto vige una grande omertà ma Simon Brooks, un giovane ladruncolo fermato da Crabtree, si convince a confermare che l'omicidio Dawkins è opera dei fratelli O'Shea. Una retata al porto si trasforma in una rissa disordinata durante la quale Murdoch viene aggredito dagli O'Shea; lo salva Brackenreid, che ha deciso di rientrare in azione, scrollandosi finalmente di dosso l'inerzia che lo aveva bloccato.
Nel frattempo Julia ed Emily iniziano ad affiancare Margaret Haile e il suo gruppo di suffragette nella lotta per ottenere il voto femminile. Una pubblica protesta, organizzata dopo il fallimento di più moderate iniziative, finisce in uno scontro con la polizia, e le donne vengono tutte arrestate.
- Altri interpreti: Patrick McKenna (ispettore Hamish Slorach), Arwen Humphreys (Margaret Brackenreid), Nicole Underhay (Margaret Haile), Trenna Keating (Kathleen King), Jo Joyner (Cecily McKinnon), Jonathan Llyr (Mick O'Shea), Nick Nolan (Tim O'Shea), Chad Allen (capo dei portuali), Percy Hynes White (Simon Brooks), Jarrod McLean (Richard Dawkins), Tracey Ferencz (signora Dawkins), Murray Furrow (Lionel Jeffries), Caleb Cosman (Arthur Blake), Danielle Benton (Brenda Blake), Annie Briggs (Eileen), Peter Deiwick (marito di Eileen), Paul Miller (Eldon J. Foster), Patrick Creery (procuratore della Corona), Glen MacDonald (avvocato difensore)

## Fronte del porto - Parte 2
- Titolo originale: On the Waterfront (Part 2)
- Diretto da: Laurie Lynd
- Scritto da: Peter Mitchell

### Trama
La caccia agli O'Shea continua: senza dubbio sono loro gli assassini di Dawkins, ma probabilmente hanno agito per ordine di qualcuno che, come lo stesso Jeffries, sarebbe interessato a prendere il controllo del porto mediante l'acquisizione di varie attività. E c'è un problema aggiuntivo: le prove dimostrano che la donna annegata è stata uccisa da qualcun altro. Quando gli O'Shea vengono ritrovati morti, uccisi a colpi d'arma da fuoco, la situazione si complica ulteriormente, anche perché si può temere che il responsabile della loro eliminazione sia stato Brackenreid, ormai accecato dall'ira e dal desiderio di vendetta. Murdoch però segue una pista diversa.
 Intanto la morte degli O'Shea significa che Simon Brooks, pur avendo testimoniato contro di loro, è fuori pericolo. Riportandolo a casa, Crabtree ritrova una vecchia conoscenza: Edna Garrison, ora vedova Brooks. La donna aveva sposato il padre di Simon, di recente morto nella guerra contro i Boeri, e si cura del ragazzo con grande affetto. Crabtree inizia a riprendere con lei il vecchio legame di amicizia.
 Nel frattempo le suffragette arrestate vengono portate in giudizio: patrocinate dall'agguerrita avvocatessa Clara Brett Martin, trovano Leslie Garland come assistente del Procuratore. Le accuse vengono ritirate e le donne sono libere: tutte, tranne Emily, che avendo colpito un poliziotto per difendere le compagne, viene accusata di aggressione. Ma più che i fatti, contro di lei sembra pesare il rancore del giovane Garland che, trascurando le proprie responsabilità, non ha dimenticato di essere stato scaricato. Tuttavia sono proprio le colpe passate di Garland a fornire una via d'uscita: minacciando di rendere pubblico il fatto che Garland si fosse spacciato per un criminale (James Gillies) al fine di ricattare e danneggiare lei e il detective Murdoch, Julia ottiene che le accuse contro Emily vengano ritirate. La Procura vuole evitare un imbarazzante coinvolgimento, e Garland viene licenziato. Tenta di nuovo di intimidire Julia, ma viene fermato e seccamente congedato da Murdoch che, pur molto preso dall'indagine, in tutto questo tempo non ha mai cessato di spalleggiare la fidanzata.
 L'indagine al porto prosegue e in un magazzino abbandonato gli investigatori trovano un'altra donna in pessime condizioni. Si chiama Zsuzsanna e parla solo ungherese, ma grazie alla madre del detective Slorach che funge da interprete, fa sì che gli investigatori ricostruiscano l'intera storia, e riescano a salvare altre sette donne in procinto di essere spedite a Chicago via mare.
 Al porto, sotto il controllo degli O'Shea, era stato organizzata una tratta di donne che, fatte arrivare in città con vaghe promesse, venivano segregate e torturate prima di essere vendute. Dawkins aveva scoperto il traffico, aveva protetto Zsuzsanna ed era intenzionato a denunciare tutto: per questo è stato ucciso.
 Brackenreid scopre anche chi è la "mente" dietro l'illecita faccenda. Pur fortemente tentato, rinuncia ad uccidere il colpevole per vendicarsi, e infine decide di riprendere il proprio posto al Distretto.
- Altri interpreti: Patrick McKenna (ispettore Hamish Slorach), Marta Legrady (Dòra Slorach), Giacomo Gianniotti (Leslie Garland), Tamara Hope (Edna Brooks), Percy Hynes White (Simon Brooks), Nicole Underhay (Margaret Haile), Patricia Fagan (Clara Brett Martin), Jo Joyner (Cecily McKinnon), Trenna Keating (Kathleen King), Tracey Ferencz (signora Dawkins), Murray Furrow (Lionel Jeffries), Caleb Cosman (Arthur Blake), Aniko Karzas (Zsuzsanna Gulyàs), Adrian Griffin (giudice), James Downing (Atkinson, avvocato della Corona)

## Giorni di gloria
- Titolo originale: Glory Days
- Diretto da: Yannick Bisson
- Scritto da: Peter Mitchell e Jordan Christianson

### Trama
Tra la folla di spettatori che si apprestano a seguire l'incontro di pugilato del campione George Dixon un uomo estrae una pistola e sta per sparare: viene quindi fermato e arrestato. Portato al Distretto, dichiara di essere Bat Masterson, giornalista sportivo ed ex leggendario sceriffo degli Stati Uniti, benché nato in Québec. Ha estratto un'arma in pubblico perché intendeva fermare i fuorilegge Butch Cassidy e Sundance Kid da lui avvistati per caso tra la folla.
 La stampa entra in fibrillazione, i giornali danno ampio risalto alla notizia e vari reporter si mobilitano per saperne di più.
 Abbagliato dalla prospettiva di ottenere visibilità ed ottimi risultati, l'ispettore Brackenreid offre il proprio aiuto nella caccia ai fuggiaschi; Murdoch invece, dando credito alle voci che li segnalano in Argentina, si mostra più scettico, ma deve cedere ai desideri del superiore.
 Di lì a poco una rapina alla Banca di Toronto sembrerebbe dar ragione a Masterson: i banditi hanno sparato in aria prima di fuggire con il bottino, e sono stati riconosciuti dal Direttore. Le loro tracce vengono seguite sino ad una casa di tolleranza che avrebbero frequentato, ma a parte l'entusiasmo delle ragazze e della maitresse per essere state coinvolte nell'eccitante faccenda, gli investigatori ottengono ben poco altro.
 Quando viene rapinato anche un treno che trasportava gli stipendi dei dipendenti delle Ferrovie, le cose cambiano radicalmente: una delle guardie sarebbe stata uccisa a bruciapelo da Sundance Kid, e ciò contrasta fortemente con il modus operandi dei fuggitivi e con la loro consolidata fama di banditi "gentiluomini".
 Masterson sparisce e quando viene ritrovato, ubriaco e in preda ai sensi di colpa, confessa di avere sbagliato. Ha montato i fatti per rimanere sotto i riflettori: quelli che credeva di avere riconosciuto come Butch e Sundance sono in realtà Arthur Brown e Lucas Hunt, due balordi comuni che nulla hanno a che fare con gli eventi delittuosi. Riparte dunque la caccia ai veri colpevoli e Murdoch consente a Bat Masterson di parteciparvi, così da riscattare il proprio operato. Vengono identificati due ex dipendenti delle Ferrovie che avrebbero avuto motivi di risentimento a causa del loro licenziamento, i fratelli O'Bannon: le prove relative ai proiettili li incastrano per la rapina in banca e per l'assalto al treno, ma non per l'omicidio della guardia. Quest'ultimo è da attribuire a Hiram Claxon, la seconda guardia presente nel vagone dei valori, scomparsa dopo la rapina.
 Un movimentato scontro finale alla fattoria dei tre fratelli Claxon, corredato di sparatorie e scazzottate, porta alla conclusione della vicenda. Anche Bat Masterson dà finalmente il meglio di sé, fermando l'assassino ma facendolo arrestare dalle forze dell'ordine con le quali ha collaborato.
 Alla fine della complessa vicenda Murdoch può di nuovo dedicarsi ai preparativi per il matrimonio con Julia, lasciandosi anche coinvolgere nella festa di addio al celibato che i colleghi del Distretto hanno organizzato per lui.
 Julia invece, grazie a pacati colloqui con il bonario padre Clements, che officierà la cerimonia, supera la resistenza che aveva opposto ad un matrimonio in chiesa.
- Altri interpreti: Kristian Bruun (agente Slugger Jackson), Steven Ogg (Bat Masterson), Anthony Lemke (padre Clements), Rod Wilson (Hiram Claxon), Dan Fox (Liam Claxon), Andrew Butcher (Walter Claxon), Milton Barnes (George Dixon), Dennis Germain (Arthur Brown), Sean Clement (Lucas Hunt), J. Sean Elliott (signor Fleet), Lorry Ayers (madame Dupree), Diane Bentley (Cynthia), Daniel Falk (Matthew Booth, giornalista), Michael Iliadis (Neil Sutherland, giornalista), Dan Karpenchuk (ingegnere ferroviario), Jameson Kraemer (capo delle Ferrovie), Bruce Beaton (Hoyt O'Bannon), Peter Valdran (Ed O'Bannon), Dixie Seatle (signora Kitchen)

## Per tutti i matrimoni, Murdoch...
- Titolo originale: Holy Matrimony, Murdoch!
- Diretto da: Sudz Sutherland
- Scritto da: Paul Aitken

### Trama
Al Tribunale di Toronto viene processata per omicidio la signora Mary Thompson: avrebbe ucciso il marito Percival con sei coltellate, dopo aver più volte sognato l'evento. L'accusata dichiara di non ricordare nulla; testimoniando nel corso del processo la dottoressa Ogden, che l'ha avuta in cura come psichiatra, raccomanda che alla donna sia risparmiata la condanna a morte, in favore della reclusione in un manicomio criminale. Julia infatti non dubita della colpevolezza di Mary ma non pensa nemmeno che stia simulando; inizia a cambiare idea quando, uscita dal Tribunale, riceve un messaggio anonimo che afferma l'innocenza della signora Thompson. Incuriosita, si rivolge a Murdoch per avere aiuto: così, mentre Margaret Brackenreid si appropria dell'organizzazione per il loro imminente matrimonio, Julia e William riaprono il caso criminale. Si pongono in contrasto tanto con il V Distretto, al quale apparteneva l'indagine originale, quanto con la Procura, determinata ad ottenere un verdetto di colpevolezza; riescono però a scoprire nuove tracce ed elementi che potrebbero effettivamente scagionare Mary. In particolare la donna, sotto l'errato nome di Madeleine Thompson, è stata vista in un hotel cittadino la notte dell'omicidio. Con lei c'era un uomo che il portiere di notte, nel corso di una nuova udienza in Tribunale, identifica come il marito della signora. Si scopre però che la vera identità dell'uomo è un'altra: si tratta di Alexander Weinwright, il socio che ha trovato il corpo di Percival e che dopo la morte di lui è entrato in possesso dell'intera azienda manifatturiera, che ha poi liquidato velocemente.
 L'ipotesi più probabile è che Weinwright abbia ucciso Thompson e abbia forse drogato Mary, portandola all'hotel e scaricando su di lei la colpa dell'omicidio.
 Mentre Weinwright fugge con il denaro, facendo perdere le proprie tracce, le accuse contro Mary Thompson vengono ritirate. Julia e William possono dunque dedicarsi pienamente al matrimonio, che sino a quel momento hanno alquanto trascurato. Durante la cerimonia però, già davanti all'altare, ripensano agli eventi recenti e si rendono conto che Mary ha mentito. Alcuni fatti sono stati travisati e il caso è approdato alla soluzione sbagliata. Si apprestano dunque a scappare letteralmente dalla chiesa, ma l'ispettore Brackenreid li costringe a portare a termine la cerimonia. Solo dopo potranno correre alla stazione per fermare i veri colpevoli, che si preparano a lasciare la città.
 Tornano poi per partecipare al ricevimento di nozze, rendendo felice Margaret che ormai disperava della riuscita della festa.
 Infine, convinti di aver avuto il matrimonio perfetto, Julia e William si apprestano ad iniziare davvero la loro felice vita coniugale.
- Altri interpreti: Arwen Humphreys (Margaret Brackenreid), Anthony Lemke (padre Clements), Alexandra Castillo (Mary Thompson), Matthew Nette (Percival Thompson), Neil Crane (Alister Gordon, avvocato della Corona), Jonathan Higgins (Anthony Bennett, avvocato difensore), David Schurmann (giudice), Richard Clarkin (ispettore Jeffrey Davis), Jeffrey R. Smith (Rodney James, portiere di giorno), Anders Yates (Charles Prue, portiere di notte), Norman Owen (conducente della carrozza), Duane Hall (giardiniere)

## Murdoch alla conquista di Manhattan
- Titolo originale: Murdoch Takes Manhattan
- Diretto da: Sudz Sutherland
- Scritto da: Simon McNabb

### Trama
In una strada cittadina viene ritrovato il corpo di un uomo: è freddo, presenta uno strano colorito ed è stato travolto con l'auto da un guidatore ubriaco che viene presto identificato, poi rilasciato. La dottoressa Grace stabilisce infatti che l'uomo era già stato investito da un'altra auto.
 Nel frattempo Julia e William sono a New York per la luna di miele. Scendono in un lussuoso hotel, ma non riescono ad ottenere la suite che Murdoch aveva prenotato. Inoltre, intenzionati a godere al massimo tutto ciò che la città offre, si trovano invece a fronteggiare alcuni inquietanti eventi: una telefonata dal criptico contenuto e un paio di uomini armati incontrati in ascensore. Tutto ciò risveglia la loro inclinazione per l'investigazione e li induce a rivolgersi a Frank Rivers, un ex poliziotto ora responsabile della sicurezza. L'uomo però placa i loro dubbi, spiegando che per il giorno seguente è previsto l'arrivo in hotel del Presidente Theodore Roosevelt per il quale è stato riservato l'intero ultimo piano, compresa la suite che Murdoch aveva opzionato. Julia e William si tranquillizzano, ma per poco: rumori sospetti provenienti dalla suite li mettono nuovamente in allarme. Servendosi dei materiali a sua disposizione nella camera, Murdoch costruisce una sorta di periscopio che lo porta alla scoperta di un cadavere maschile che giace negli appartamenti al piano superiore.
 Nel frattempo anche a Toronto l'indagine continua. L'uomo assassinato viene identificato come Diedrich Haan; si scopre inoltre che la prima auto da cui è stato investito era la sua: la stessa che gli agenti Crabtree, Higgins e Jackson hanno acquistato a prezzo ribassato dalla signora Haan. Ben prima di sapere della morte del marito la donna - esasperata dalle sue infedeltà - aveva inteso punirlo, privandolo di qualcosa a cui l'uomo teneva molto. L'automobile è un prototipo, un esemplare unico: l'informazione porta gli investigatori all'Auto Club di Toronto, a cui Haan apparteneva. Tra i soci fondatori ritrovano una vecchia conoscenza: Roger Newsome. 
 Continuando ad indagare, gli investigatori scoprono che il progetto di rapire proprio Newsome (orchestrato da Larkin, un altro membro del Club in difficoltà finanziarie) è la causa dell'omicidio: Haan aveva scoperto tutto, era stato rinchiuso in un angusto garage con l'auto lasciata casualmente in moto ed era morto a causa delle esalazioni di monossido di carbonio. Il successivo investimento mirava a confondere le tracce. Scoperto, Larkin tenta la fuga in auto, dopo aver rapito Newsome e l'agente Crabtree. Entusiasta per l'opportunità che le si offre, Emily si mette alla guida di un'altra auto e assieme all'ispettore Brackenreid parte all'inseguimento del colpevole, che di lì a poco viene fermato e arrestato.
 Anche a New York le cose si sistemano: Rivers aveva giustificato il cadavere nella suite con la necessità di anticipare il complotto contro Roosevelt; Murdoch però capisce appena in tempo come stanno veramente le cose e, con qualche difficoltà, riesce a salvare la vita del Presidente. Il quale, molto grato, impone il segreto sull'intera vicenda e infine cede a Julia e a William le chiavi dell'agognata suite nuziale.
 A Toronto Emily tenta timidamente di riavvicinarsi a George, ma l'agente preferisce iniziare a frequentare di nuovo Edna Brooks.
- Altri interpreti: Kristian Bruun (agente Slugger Jackson), Tamara Hope (Edna Brooks), Cyrus Lane (Roger Newsome), Scott Gibson (Manfred Larkin), Bill Lake (Frank Rivers), Collette Micks (signora Haan), Trevor Hayes (Frederick Fetherstonhaugh), Matthew Oliver (dottor Perry Doolittle), Sean Arnfinson (Williams), Marty Moreau (presidente Theodore Roosevelt), Paul Beer (fattorino), Donald Foley (impiegato), Dov Mickelson (guidatore ubriaco)

## La setta degli ammiratori del Detective Murdoch
- Titolo originale: The Murdoch Appreciaton Society
- Diretto da: Deborah Chow
- Scritto da: Carol Hay

### Trama
L'agente Jackson rinviene nel parco il cadavere di un uomo accoltellato; c'è poco sangue ed è dunque probabile che l'omicidio sia avvenuto altrove. In seguito il corpo è stato intenzionalmente abbandonato in quel luogo pubblico. Le uniche vaghe tracce sono costituite dalla testimonianza del signor Nigel Barnes, un birdwatcher che all'alba ha visto allontanarsi un uomo barbuto con un lungo cappotto, e dal fatto che insieme al corpo sono state trovate tre pagine di un recente romanzo di Mark Twain. Quando il signor Owen Hume, segretario in uno studio legale, denuncia la scomparsa del proprio capo, è possibile arrivare ad una identificazione: il morto nel parco è il signor Randolph Sampson, avvocato.
 Anche Crabtree è alle prese con una scomparsa: quella del corpo di Andrew Richadson, eminente filosofo da tempo malato, che aveva deciso di lasciare il proprio cervello alla scienza. Alla Scuola di Medicina, sarebbe stato il dottor Dempsey ad occuparsi della sperimentazione.
 Le suffragette di Margaret Haile intanto decidono di candidare Julia Ogden alle imminenti elezioni provinciali: la legge in effetti non proibisce una candidatura femminile anche se paradossalmente Julia non potrà nemmeno votare per se stessa.
 Nel frattempo Murdoch, seguendo i labili indizi in suo possesso, rintraccia la provenienza del libro di Twain, acquistato e poi perduto dalla signorina Annie Cranston; si procura anche la testimonianza della cameriera Ruby Rosevear, che ha visto un uomo sospetto simile a quello in fuga nel parco. Le pagine del romanzo rivelano un messaggio: luogo, data e ora di un appuntamento a cui Sampson è stato attirato per poi essere assassinato. Poiché l'avvocato rappresentava numerosi inventori, il movente del delitto potrebbe essere legato allo spionaggio industriale.
 Le cose però stanno diversamente: l'autopsia rivela che l'uomo è stato avvelenato e soffocato; è morto ventiquattro ore prima del ritrovamento ed è stato pugnalato solo post mortem. Murdoch finisce per concludere che Randolph Sampson non esiste; il cadavere del parco è quello di Andrew Richardson. Lo scambio è frutto di un elaborato inganno ordito da Barnes (ex studente di medicina), Hume, Annie e Ruby: ferventi ammiratori del detective Murdoch che desideravano osservare da vicino il loro idolo al lavoro. Il problema è che Richardson è stato davvero assassinato e l'operato del fan club potrebbe aver irrimediabilmente compromesso l'indagine.
 Ricostruendo faticosamente gli eventi, Murdoch riesce comunque ad appurare alcuni fatti: Richardson era stato lentamente avvelenato dalla moglie, che si sentiva poco considerata e che aveva cercato di far ricadere la colpa sulla propria sorella, la quale aveva assistito l'uomo durante la sua lunga malattia. Lo strangolamento invece potrebbe essere opera del dottor Dempsey che, in procinto di perdere i finanziamenti per le ricerche, voleva entrare subito in possesso del prezioso cervello. Per ovviare alla mancanza di prove evidenti viene organizzata una piccola trappola, nella quale cade il vero e definitivo assassino: qualcuno che per vendetta ha cercato di incastrare il dottore, sfruttando l'innocuo piano della "setta".
 Murdoch si congeda infine dai suoi ammiratori; Julia ha cercato di spiegargli le ragioni psicologiche alla base del loro comportamento, ma il detective stenta ancora a capire quei bizzarri personaggi. Alla fine li premia comunque, concedendo loro una bella foto di gruppo.
- Altri interpreti: Kristian Bruun (agente Slugger Jackson), Nicole Underhay (Margaret Haile), Patricia Fagan (Clara Brett Martin), Damien Atkins (Owen Hume), Michael Hanrahan (dottor Hollis Dempsey), Will Bowes (Nigel Barnes), Katherine Barrell (Ruby Rosevear), Mikaela Bisson (Annie Cranston), Lynne Griffin (signora Dewar), Nicole Robert (signora Richardson)

## Le verità sepolte
- Titolo originale: What Lies Buried
- Diretto da: Deborah Chow
- Scritto da: Paul Aitken

### Trama
Durante alcuni lavori di ristrutturazione nella Stazione di Polizia n° 4 viene ritrovato uno scheletro sepolto sotto il pavimento dello scantinato. Si tratta di un maschio giovane a cui avevano anche sparato, ma che è morto per un violento colpo alla tempia. Tenendo presente che il pavimento era stato rifatto per l'ultima volta nell'estate di circa vent'anni prima, il corpo viene identificato come quello dell'agente Finch, scomparso il 21 giugno del 1881. Nessuno si era preoccupato: Finch non aveva parenti e all'epoca non era insolito che un poliziotto abbandonasse il proprio scomodo lavoro senza fornire spiegazioni. Con il corpo vengono ritrovati frammenti di una lastra fotografica che Murdoch fa ricostruire all'agente Higgins.
 L'indagine parte necessariamente dagli interrogatori di quanti all'epoca prestavano servizio al Distretto: il capo ispettore Giles e Brackenreid (allora semplici detectives), l'ex capo Stockton (ormai alquanto svanito, ma in possesso di utili ricordi), e alcuni ex agenti, come Applebee e Perkins, che con Finch avevano avuto frequenti dissidi. Non emergono fatti decisivi, ma qualche elemento interessante c'è. Salta fuori che Finch potrebbe esser stato coinvolto nell'omicidio di Joe Carlton, un ragazzo di strada ucciso proprio a metà giugno del 1881. Il caso, su cui aveva indagato Giles, è rimasto irrisolto. Murdoch però riesce a procurarsi la testimonianza di Frank Porter, che aveva conosciuto Carlton e ne aveva rinvenuto il corpo: l'uomo afferma che Peter Reed, un altro ragazzo di strada ormai deceduto, gli aveva detto che ad uccidere Carlton era stato l'agente Finch.
 Finch riscuoteva regolari tangenti dai ragazzi di strada e poteva diventare molto violento; inoltre, a detta del capo Stockton, sembrava avere un rapporto conflittuale con Giles.
 Intanto la lastra ricostruita mostra l'immagine di due uomini che si abbracciano: uno è senz'altro Reed, l'altro invece rimane incerto anche perché uno dei pezzi della lastra risulta scomparso. Murdoch comunque utilizzando il sistema di riconoscimento biometrico di Alphonse Bertillon procede ad un confronto con tutti i sospettati. Questo, assieme al fatto che alcune prove del caso Carlton risultano compromesse e che la scena del delitto per l'omicidio Finch viene identificata nell'attuale ufficio dell'ispettore Brackenreid, porta ad un possibile colpevole: Percival Giles.
 Interrogato da Murdoch, Giles ammette la propria omosessualità, ma non l'omicidio né il depistaggio delle indagini. Infine stringe un patto con il detective: in cambio della verità sulla fuga di Constance Gardiner (vicenda su cui esistono molti sospetti, ma nessuna prova) confesserà ciò che è accaduto. Rischiando il tutto per tutto Murdoch accetta: racconta la propria parte di verità e può dunque ascoltare Giles che ricostruisce la vecchia storia.
 Profondamente innamorato di Reed, Giles era stato da lui tradito ed attirato in un incontro-trappola, a sua insaputa fotografato da Finch. In seguito lo stesso Finch aveva eliminato Carlton, che gli si era ribellato, e aveva cercato di incastrare Giles, il quale durante una lite lo aveva colpito e accidentalmente ucciso. 
 Malgrado tutto Murdoch non è soddisfatto della confessione perché in base ai tempi e alle presenze nel Distretto sa che non può essere stato Giles a sottrarre il frammento incriminante della lastra. Identifica così il vero colpevole, qualcuno che per lealtà nei confronti di Giles, tentando di difenderlo, aveva involontariamente ucciso Finch: ora quasi certamente sarà accusato soltanto di omicidio colposo.
 Giles invece, incriminato per aver ostacolato la giustizia e per la sua omosessualità, dovrà scontare una pena ben più pesante.
- Altri interpreti: Nigel Bennett (ispettore capo Giles), Allan Royal (ex ispettore capo Stockton), Brian Kaulback (agente Hodge), Stuart Clow (ex agente Albert Perkins), Peter Wildman (ex agente Ernest Applebee), Richard Taylor (ex agente), Stephen Chambers (Frank Porter), Thomas Turmer (Peter Reed)

Nei titoli di testa e di coda Hélène Joy è accreditata come sempre, ma nell'episodio il personaggio della dottoressa Julia Ogden è totalmente assente.

## Alta tensione
- Titolo originale: High Voltage
- Diretto da: Cal Coons
- Scritto da: Carol Hay

### Trama
Al Windsor House Hotel, lo stesso albergo in cui William e Julia sono andati ad abitare dopo il matrimonio, viene ritrovato il cadavere di un uomo. Si tratta di Frederick Longfellow, inventore e imprenditore, apparentemente fulminato da una delle sue macchine. La sera precedente l'uomo era stato visto in compagnia di una bella ragazza dai lineamenti esotici; aveva dato al portiere Mansfield una generosa mancia per poter salire con lei: il cadavere però è stato ritrovato nella camera 206 che non era quella di Longfellow. Ricostruendo una pagina strappata del registro, Murdoch verifica che quella camera era stata registrata a nome di Thomas Edison, il famoso inventore con il quale il detective si è già scontrato in passato. Lui e Longfellow erano stati soci in relazione all'invenzione di un filamento per lampadine, ma l'Edison con cui il morto aveva più recenti rapporti di affari è Thomas Alva Edison junior, che sa falsificare alla perfezione la firma del padre e che usa ambiguamente l'omonimia che li accomuna per promuovere le iniziative di vari inventori. Di recente, deluso da Longfellow, si è associato al signor McBride che partecipa alla Fiera della Medicina attualmente in corso a Toronto.
 Tra lui e il morto potrebbe esserci stata una lite; per la sera dell'omicidio il ragazzo ha però un alibi: è uscito a bere con McBride e con il signor Rico, un altro inventore; si è sbronzato e non ricorda molto.
 Si scopre però che dalla bocca del morto è stato asportato un fazzoletto con le cifre TAE. Inoltre la figlia di Rico, Anna, viene identificata come la bella accompagnatrice di Longfellow nella sua ultima sera: la ragazza riconosce in Thomas junior l'uomo ubriaco che ha fatto irruzione in camera, poco prima che lei se ne andasse, turbata dalle avances tentate da Longfellow e intimorita dalla presenza dei due uomini.
 Murdoch non può far altro che arrestare il ragazzo, che viene abbandonato persino dal padre, il quale malgrado i dissidi e le delusioni aveva sin lì cercato di proteggerlo.
 Murdoch tuttavia scopre che la macchina che avrebbe ucciso Longfellow non ha corrente sufficiente per risultare mortale: è un sabotaggio che l'ha resa tale. E Thomas junior, ragazzo indolente che ha mostrato chiare lacune tecnico-scientifiche, non sembra in grado di aver progettato ed eseguito l'omicidio: forse è stato incastrato.
 Seguendo questa pista Murdoch identifica infatti il vero assassino, qualcuno che ha agito per vendetta. Nel passato Edison senior si era disinvoltamente appropriato della creazione di un promettente inventore, quel filamento per lampadine che aveva poi sfruttato assieme a Longfellow. In seguito all'umiliante smacco il giovane e geniale inventore si era suicidato. Suo padre aveva dunque deciso di vendicarne la morte andando a colpire il figlio del suo nemico.
 Al termine dell'indagine Murdoch ricompone parzialmente la frattura tra gli Edison: il figlio smetterà di usare il nome di famiglia e in cambio il padre gli verserà una rendita mensile.
 Nei momenti liberi dell'indagine Crabtree ha intensificato i rapporti con Edna Brooks e con suo figlio Simon, ormai consapevole della morte del padre.
 La dottoressa Ogden, prossima a candidarsi alle elezioni provinciali, è incerta se cercare l'appoggio dei socialisti, dei liberali, dei Massoni o se presentarsi come indipendente. Quando però Brackenreid la fa riflettere sui risvolti negativi che la candidatura potrebbe avere sulla carriera del marito, Julia decide di ritirarsi.
 Ad una riunione delle suffragette Emily incontra per la prima volta Lillian Moss, con la quale stabilisce uno spontaneo rapporto d'amicizia.
- Altri interpreti: Tamara Hope (Edna Brooks), Percy Hynes White (Simon Brooks), Nicole Underhay (Margaret Haile), Sara Mitich (Lillian Moss), David Storch (Thomas Edison), Scott Beaudin (Thomas Edison jr.), Gerry Mendicino (signor Rico), Shiva Negar (Anna Rico), David Huband (sindaco Clarkson), Kerry Griffin (signor McBride), Dan Beirne (signor Mansfield), Barna Moricz (Frederick Longfellow)

## Agenti chiave
- Titolo originale: The Keystone Constables
- Diretto da: Cal Coons ed Eleanore Lindo (non accreditata)
- Scritto da: Jordan Christianson

### Trama
Bert Grady, popolarissimo comico di vaudeville, viene ucciso per strada a colpi di pistola. È stato derubato, ma forse la rapina è solo una messinscena: la signorina Moore, direttrice di un alberghetto nei pressi della scena del delitto, testimonia di aver udito Grady chiedere al suo aggressore cosa ci facesse da quelle parti. Dunque la vittima conosceva il suo assassino.
 La rosa dei possibili colpevoli è ampia perché nessuno dei suoi colleghi amava Grady: il giovane giocoliere W.C. Fields ad esempio era stato da lui deriso ed Ed Ward, altro comico di cui Grady era stato inizialmente l'assistente, sembra guadagnare dalla sua morte: prende il posto del defunto nello spettacolo e non ha più bisogno di competere ogni sera per vincere il premio del pubblico.
 Murdoch porta Julia allo spettacolo, ma stenta a trovare in esso lo stesso divertimento di tutti gli altri. Crabtree e Higgins invece sono grandi appassionati del genere: avrebbero addirittura voluto sottoporre le loro battute a Grady proprio l'ultima sera, ma il comico li aveva liquidati in fretta. Ora però si offrono come agenti sotto copertura: parteciperanno allo spettacolo con il loro sketch e cercheranno indizi. Il signor Allen, direttore del teatro, accetta.
 Come comici i due agenti sono pessimi, ma riescono effettivamente a scoprire qualcosa: Eleanor Hoffat, moglie del vicedirettore, corrisponde alla descrizione che la signorina Moore ha fatto dell'amante di Grady. I due si incontravano in una delle stanze dell'alberghetto, laddove il comico si ritirava anche per scrivere i propri testi. Individuata e perquisita, la stanza risulta messa sottosopra da qualcuno che cercava qualcosa: probabilmente i quaderni di Grady, che infatti risultano scomparsi.
 Il signor Hoffat aveva da poco scoperto la tresca della moglie, ma per la sera dell'omicidio esibisce un ottimo alibi: aveva gentilmente accompagnato Crabtree e Higgins, appena respinti da Grady, a fare un giro dell'intero teatro. Gli agenti continuano dunque le indagini sotto copertura; partecipano allo spettacolo, ma falliscono miseramente. Edna Brooks, a cui Crabtree aveva procurato un biglietto, ne resta delusa e imbarazzata. Quella stessa sera il giovane Fields abbandona la giocoleria e recita invece, con grande successo, un monologo molto simile a quelli di Grady. Messo sotto pressione, il ragazzo ammette di aver acquistato il testo da un anonimo che glielo aveva offerto.
 Quando in un quaderno recuperato risultano strappate proprio le pagine con il monologo che Grady aveva recitato l'ultima sera, Murdoch inizia a guardare in una direzione ben precisa. Con l'aiuto di Crabtree e Higgins, che lo conoscono a memoria, ricostruisce il testo, quasi interamente giocato su battute che riguardano la morte di una suocera. E una morta c'è davvero: la signora Bradley, suocera del signor Allen, in teoria partita per l'Australia ma in realtà uccisa con un'arma da fuoco e sepolta in giardino. Allen, che possiede un'arma compatibile con l'omicidio della donna e con quello di Grady, ammette le proprie colpe e racconta che Grady aveva cercato di ricattarlo.
 Anche se non tutti i pezzi del puzzle sono esattamente a posto, Murdoch accetta dunque di chiudere il caso con l'incriminazione del reo confesso. Ma durante un nuovo spettacolo in cui Eleanor Hoffat debutta come monologhista comica, il detective scopre che alla fin fine non era Grady a scrivere i propri testi: e dunque è il vero autore che, per vendetta, ha raggirato e istigato Allen affinché uccidesse Grady.
 Quella stessa sera Crabtree e Higgins si esibiscono di nuovo, stavolta con travolgente e allegro successo. Edna, che si era intrufolata dietro le quinte, si riavvicina teneramente al suo George.
- Altri interpreti: Tamara Hope (Edna Brooks), Dan Lett (signor Allen), Ron Pederson (Lewis Hoffat), Janet Porter (Eleanor Hoffat), Ryan Belleville (Ed Ward), Justin Landry (Bert Grady), Andrew Chapman (W.C. Fields), Maria Vacratsis (signorina Glenys Moore), Winston Spear (il pianista)

## Murdoch e il tempio della morte
- Titolo originale: Murdoch and the Temple of Death
- Diretto da: Harvey Crossland
- Scritto da: Paul Aitken

### Trama
Uscito a pesca sul fiume con i figli John e Bobby, l'ispettore Brackenreid scopre in acqua un cadavere. Si tratta di un uomo e non è annegato: il suo cranio è stato trafitto da un grosso dardo. Più tardi il morto viene identificato come Bashar Kaba, un cittadino turco. 
Partendo da alcuni frammenti cartacei rinvenuti sul cadavere, gli investigatori arrivano a Markham e riescono a ricostruire le azioni del morto: Kaba, assieme ad un altro uomo ora scomparso, era alla ricerca di un fantomatico tempio. Parlando con un ragazzo del luogo Murdoch ha la conferma che il tempio non sia solo una leggenda, bensì un edificio realmente esistente nei dintorni. Il tempio sarebbe stato costruito circa vent'anni prima da un ricchissimo imprenditore che - così si racconta - vi avrebbe poi sepolto la sua intera famiglia. Per individuare il tempio, dato che la zona è sin troppo ricca di vegetazione, Murdoch ricorre alla fotografia aerea, montando un apparecchio fotografico su di un pallone che viene poi librato in aria. Identificato il punto esatto in cui sorge l'edificio, gli investigatori lo raggiungono facilmente: il tempio è un imponente edificio la cui struttura ricorda la basilica di Santa Sofia ad Istanbul. Anche l'architettura interna è bizantina e il luogo appare molto curato, non certo abbandonato da anni.
Di lì a poco infatti gli investigatori incontrano quello che dichiara di essere il guardiano del tempio: Enoch, un giovane che comunica con grande fatica e dal quale ottengono solo informazioni confuse. Interpretando il poco che ha saputo da lui, Murdoch riesce comunque a ricostruire ciò che dev'essere accaduto: nel tentativo di trovare qualcosa all'interno del tempio Bashar Kaba ha messo in moto un meccanismo che lo ha ucciso. Resta da determinare come il suo corpo sia poi finito nel fiume.
Gli investigatori scoprono anche che in realtà il tempio è stato fatto costruire dal defunto Arden McPhee, un archeologo che ha operato a lungo in Oriente. Per un certo periodo ha collaborato con lui un altro esperto del settore, Mahmoud Bajjali, padre della dottoressa Iris Bajjali, che in quel periodo lavora di nuovo a Toronto.
Parlando con l'archeologa Murdoch scopre che il tempio potrebbe ospitare addirittura il Graal, sottratto ad Istanbul da McPhee e da lui fatto arrivare in qualche modo in Canada. Un sopralluogo conferma che il tempio è pieno di trappole: l'edificio è stato progettato per custodire qualcosa di prezioso e per uccidere chi ne va alla ricerca. Continuando a lavorare con Iris, Murdoch trova effettivamente una coppa di ceramica che potrebbe essere il Sacro Calice.
Gli investigatori scoprono un altro cadavere, quello di un uomo deceduto da almeno due settimane, e lo identificano come il vero Enoch, figlio del vecchio McPhee. Nel frattempo il falso guardiano, (l'assistente di Kaba che aveva ucciso Enoch per prenderne il posto) aggredisce Murdoch e la dottoressa, li rinchiude in una delle stanze interne e fugge dopo aver rubato il Graal, da lui apprezzato solo come strumento di enorme potere. Liberatisi, Murdoch e Iris lo inseguono; il falso Enoch però rimane vittima della eccessiva fiducia riposta nel potere del Graal e muore dopo essersi gettato da un'alta rupe.
Presumendo che il Graal le appartenga, dato che è stata lei a ritrovarlo, di lì a poco Iris lo ruba a sua volta: ma anche il suo tentativo di fuga finisce tragicamente quando un fulmine la colpisce ad un angolo di strada.
Il manufatto conteso viene infine assegnato al Museo cittadino; Wilton Webb, un esperto di ceramica, ne ha messo in dubbio l'autenticità, però bisognerebbe infrangerlo per verificare se all'interno vi sia qualcosa di più prezioso, e nessuno vuole assumersi questa responsabilità.
Un piccolo incidente farà effettivamente emergere una coppa d'argento sotto il più modesto strato esterno, ma probabilmente nessuno ne saprà mai nulla.
Mentre le indagini seguivano il loro corso, le suffragette hanno continuato a lavorare per una candidatura femminile alle imminenti elezioni: dopo la rinuncia di Julia, che rimane comunque molto combattiva, sarà la stessa Margaret Haile a prendere il suo posto.
- Altri interpreti: Charles Vandervaart (John Brackenreid), Hayden Greig (Bobby Brackenreid), Athena Karkanis (dottoressa Iris Bajjali), Nicole Underhay (Margaret Haile), Sara Mitich (Lillian Moss), Billy MacLellan (Enoch / Steven Hayes), Alec Stockwell (Wilton Webb), Dan Wilmott (Ernest Dilton), Cyrus Faird (Bashar Kaba), Ed Chaplin (titolare dell'emporio), Alexander Choat (giovane commesso), Durward Allan (lavorante al museo)

## Tutto ciò che luccica
- Titolo originale: All That Glitters
- Diretto da: Harvey Crossland
- Scritto da: Lori Spring

### Trama
Un uomo si accascia al suolo sulla porta della Stazione n°.4; Crabtree e Higgins, lì presenti, pensano possa trattarsi di un ubriaco, l'uomo però è morente e le sue ultime parole sono: "Mi hanno assassinato... Volo d'aquila". Più tardi Emily, aiutata da Julia, scoprirà che la vittima è stata avvelenata con cicuta maggiore aggiunta al whisky della sua fiaschetta.
L'uomo viene identificato come Edward Graham, consulente del governo per la Ferrovia del Nord. I motivi dell'omicidio tuttavia rimangono oscuri: la madre testimonia che Graham era felice, fiducioso in un roseo futuro, e Charles Arthur McCool, un membro del Parlamento con cui il perito avrebbe dovuto incontrarsi il giorno della sua morte, dichiara di ignorare per quale motivo quell'appuntamento gli era stato richiesto. Tra gli effetti personali del morto viene però rinvenuta una cospicua somma di denaro che fa ipotizzare un tentativo di corruzione. Nel doppiofondo di una valigia viene anche rinvenuta una mappa che verosimilmente riproduce l'area periziata da Graham. Gli investigatori scoprono che in base a tale perizia il percorso della ferrovia era stato cambiato. Nel tentativo di ricostruire gli ultimi giorni del morto Murdoch e Crabtree partono dunque per la boscosa provincia settentrionale: la loro meta è Hailebury, la cittadina che in origine avrebbe dovuto essere il punto d'arrivo della ferrovia.
 Nel frattempo a Toronto Julia fa in modo di presentare uno dei quadri dell'ispettore Brackenreid ad un'esposizione civica. Inizialmente contrariato, l'ispettore si rabbonisce alla prospettiva di vincere i 10 dollari del premio in palio. Il quadro però subisce alcune traversie: rubato e poi recuperato (poiché il ladro aveva mirato solo alla preziosa cornice), viene infine acquistato per 15 dollari da un giovane pittore ancora sconosciuto, Tom Thomson, rimasto affascinato dall'insolito uso del colore adottato da Brackenreid per il suo paesaggio.
 A nord intanto Crabtree e Murdoch iniziano a fronteggiare una natura ancora largamente selvaggia: con grande disagio l'agente, con maggior disinvoltura il detective, che in gioventù ha fatto il taglialegna. Con l'aiuto di una guida indiana raggiungono la loro meta, trovano un elenco di simboli in codice da porre in relazione con la mappa e identificano tutti coloro che avevano motivi per eliminare Graham. Innanzitutto Harold Richmond, un ricco imprenditore i cui investimenti sono stati fortemente danneggiati dallo spostamento della ferrovia; poi Mack, un'energica donna che con Graham aveva avuto una relazione, prima di essere da lui abbandonata; e Jagger Brown, un ambiguo cercatore che mente quando afferma di non aver mai incontrato Graham e che si fa sorprendere a rubare le mappe appartenute al morto. Brown viene però escluso dai sospetti quando casualmente dimostra di non conoscere gli effetti venefici della cicuta.
 Continuando ad indagare Murdoch e Crabtree ricostruiscono infine lo svolgimento dei fatti che hanno portato all'omicidio: Graham aveva scoperto un ricchissimo giacimento d'argento e aveva deviato la ferrovia nel tentativo di difendere la terra che avrebbe poi rivendicato, benché quell'area facesse parte di una riserva indiana. 
 Nel tentativo di usurpare i diritti del morto, Mack si prepara ad uccidere gli investigatori; riesce a ferire Murdoch, ma viene a sua volta colpita da Migizi Pimise, la guida indiana sopraggiunta al momento giusto, ma non certo per caso. In algonchino il suo nome equivale infatti a "Volo d'Aquila" ed è lui il vero assassino di Graham. L'omicidio avrebbe dovuto evitare che la scoperta del giacimento divenisse di dominio pubblico, mettendo a rischio l'esistenza stessa delle tribù.
 Murdoch deve rinunciare ad arrestare Migizi Pimise, che comunque non sfuggirà alla legge: il giorno dopo l'uomo si consegnerà spontaneamente, consapevole del fatto che per gli indiani stanno per arrivare tempi terribili.
 Una schermata finale informa infatti che nel 1903, in seguito alla scoperta di giacimenti d'argento in Ontario, il governo abolì realmente tutti i diritti degli indiani sulle loro terre.
- Altri interpreti: Katie Messina (Mack), Glen Gould (Migizi Pimise), Adam Kenneth Wilson (Jagger Brown), Ryan Hollyman (Harold Richmond), Douglas Nyback (Frank Gowdy), Brock Morgan (Tom Thomson), Robin Ward (Charles Arthur McCool), Evan Sabba (Edward Graham), Catherine Bruce (signora Graham), Michael Chwastiak (barista)

## Il diavolo indossa stecche di balena
- Titolo originale: The Devil Wears Whalebones
- Diretto da: Eleanor Lindo
- Scritto da: Michelle Ricci

### Trama
Durante una sfilata di biancheria intima femminile organizzata dalla stilista Heloise, muore Isabel Young, una delle modelle. La ragazza, che indossava il più recente corsetto ideato da Heloise, è stata colpita al capo da un mattone gettato da una delle manifestanti che all'esterno dell'atelier protestavano contro le costrizioni dell'abbigliamento femminile. Di fronte agli investigatori Heloise, per non intaccare la propria immagine, inizialmente tenta di minimizzare, fingendo di credere che la morte di Isabel sia stata solo un incidente; interrogata da Murdoch finisce però per ammettere di essere stata minacciata ed esibisce un biglietto anonimo ricevuto poco tempo prima.
 Tra coloro che avrebbero voluto danneggiare l'attività di Heloise c'è senz'altro Gareth Clarke, suo ex socio ed ex amante, ora suo concorrente. La situazione si complica però quando si scopre che Isabel non è morta per il colpo alla testa, bensì per il soffocamento indotto da un meccanismo celato tra le stecche del corsetto da lei indossato. La stretta è stata così forte, che il cadavere presenta numerose costole incrinate.
 Eppure quel corsetto sembrerebbe davvero comodo e innovativo; anche Julia vuole provarlo, traendone sensazioni estremamente positive, finché all'improvviso l'indumento si stringe, minacciando di soffocare anche lei. Salvata dal tempestivo intervento del marito, nell'incidente Julia rimedia comunque un polso rotto. Di lì a poco Murdoch riesce a determinare che è il respiro stesso ad attivare il congegno mortale: un sussulto o un'inspirazione più profonda sono sufficienti a farlo scattare.
 Poiché indossare o non indossare il corsetto corrisponde per le donne anche alla volontà di adottare uno stile di vita più o meno emancipato, tra i sospettati per il sabotaggio ci sono tutte le agguerrite manifestanti contro la sfilata. Tra loro è Lillian Moss che sale rapidamente in cima alla lista: si scopre infatti che è lei ad aver lanciato il mattone e ad aver inviato il biglietto di minaccia. Inoltre in passato, quando le erano venuti a mancare altri mezzi di sostentamento, era stata una delle modelle di Heloise: e la stilista l'aveva licenziata a causa delle sue proteste contro le dure e inumane condizioni di lavoro. Solo un particolare salva Lillian dall'essere formalmente incriminata: la donna non sa cucire, mentre il corsetto mortale che ha sostituito quello originale è frutto del lavoro di un'abile sarta.
 Per motivi analoghi viene esclusa come sospettata anche Charlotte Tenant, divenuta modella proprio perché aveva dimostrato di essere una pessima sarta.
 L'attuale capo-sarta di Heloise, Eunice Parks, viene a sua volta esclusa perché tutti i corsetti da lei prodotti sono cuciti a mano, mentre quello mortale risulta cucito a macchina; in seguito però è proprio lo stile di cucitura che riporta a lei. Murdoch scopre infatti che è stata Eunice ad ideare il nuovo corsetto, poi rubatole da Heloise che in realtà era la vittima designata. Ma un'altra modella, Nicolette Green, dopo aver casualmente scoperto l'esistenza del meccanismo, aveva manovrato gli eventi assicurandosi che durante la sfilata il corsetto mortale venisse indossato non da Heloise, bensì da Isabel. Invidiosa della collega e desiderosa di prendere il suo posto come modella di punta nell'atelier, Nicolette aveva sfruttato quell'insolita arma del delitto. La ragazza viene arrestata, tuttavia è giovane e carina, non ha materialmente cucito il corsetto né scagliato il mattone che accidentalmente ha provocato ad Isabel il sussulto mortale: quindi non è improbabile che il futuro processo a suo carico si concluda con una pena lieve o addirittura con l'assoluzione.
 Al termine dell'indagine vengono sistemate anche alcune situazioni di contorno.
 Heloise è costretta a chiudere l'atelier, ma riprende felicemente la sua relazione con Gareth Clarke.
 Brackenreid e Crabtree superano il momento di tensione che hanno attraversato a causa di una banale lite tra Bobby (il figlio minore dell'ispettore) e Simon Brooks (il figliastro di Edna, per cui l'agente nutre un sentimento quasi paterno).
 Emily e Lillian, che durante l'indagine hanno avuto qualche motivo di scontro, si riconciliano: e il loro rapporto inizia a farsi più intimo e profondo.
- Altri interpreti: Jayden Greig (Bobby Brackenreid), Sara Mitich (Lillian Moss), Percy Hynes White (Simon Brooks), Zoé De Grand Maison (Nicolette Green), Robin Brulé (Eunice Parks), David Keeley (Gareth Clarke), Kari Matchett (signorina Heloise), Courtney Lancaster (Charlotte Tenant), Taylor McKay (Isabelle Young)

## Le incurabili
- Titolo originale: The Incurables
- Diretto da: Eleanore Lindo
- Scritto da: Peter Mitchell

### Trama
Nel reparto d'isolamento dell'Istituto psichiatrico in cui lavora la dottoressa Ogden viene uccisa l'infermiera Collins. Una successiva autopsia rivelerà che la donna è stata accoltellata undici volte e morsa ripetutamente. L'arma del delitto viene ritrovata tra le mani insanguinate di una paziente: Rose Maxwell. Si tratta del coltello appartenente alla guardia Samuel Draine, che durante l'aggressione era svenuta e dunque non ha visto nulla. L'uomo non è nemmeno in grado di dire quali tra le pazienti fossero davvero presenti: inspiegabilmente le porte delle loro stanze - che hanno tutte la stessa chiave - risultano aperte. Rose infatti afferma di essere uscita proprio perché ha trovato la porta aperta e di aver ucciso la "strega" Collins perché poteva farlo. Le dichiarazioni delle altre pazienti risultano pressoché inutili ed Eva Pearce, interrogata da Murdoch, sembra interessata solo ad affascinarlo, convincendolo a farla uscire; sulla vicenda delittuosa tace. Rose invece è ancora rabbiosa e finisce per aggredire anche la dottoressa Ogden: non ammette ancora le proprie colpe e sembra intenzionata a vendicarsi tanto di Julia quanto di Emily per i fatti avvenuti sull'isola l'anno precedente.
 Mentre tutto ciò provoca a Julia non pochi incubi, l'indagine fa qualche passo avanti. Sul coltello sono presenti le impronte di tutte le pazienti tranne Eva, che continua a mantenere un atteggiamento provocatorio. Faticosamente si scopre anche che l'infermiera Collins era ben poco amata: dura e autoritaria, probabilmente molestava le pazienti, in particolare la giovane Charlotte.
 Altre tracce interessanti portano a Cecil Maxwell, il fratello di Rose, che le fa visita quotidianamente e che la difende, anche per ciò che riguarda il passato. Una perquisizione in casa sua prova che la notte dell'omicidio Maxwell aveva programmato di far evadere la sorella per poi portarla via dalla città. Vengono infatti rinvenuti due biglietti del treno, una copia della chiave della stanza di Rose all'Istituto e varie lettere della donna, che gettano nuova luce sul suo rapporto con il fratello. Interrogato in proposito, Maxwell spiega che in effetti Rose è stata adottata: innamoratisi l'uno dell'altra, hanno solo cercato il modo di tornare a vivere normalmente. A suo giudizio Rose è innocente: la donna non avrebbe sabotato il progetto di fuga commettendo un omicidio.
 Murdoch è meno sicuro della cosa, e dunque continua ad indagare. Tra l'altro, la chiave di Rose non combacia con la serratura, e rimane così da scoprire chi abbia aperto la stanza.
 Una sera la dottoressa Ogden si attarda nel suo ufficio all'Istituto per studiare la storia delle pazienti; il suo tè viene drogato e Julia si risveglia nel reparto d'isolamento, dove tutte le pazienti sono di nuovo libere e ansiose di vendicarsi su di lei per aver lasciato agire la Collins. Inutilmente Julia cerca di spiegare che, lavorando in un diverso reparto, l'infermiera le era del tutto sconosciuta: mentre Eva fugge, Rose aggredisce di nuovo Julia, col chiaro intento di ucciderla.
 Nel frattempo al Distretto Murdoch ha scoperto che Samuel Draine ha dei precedenti: il suo vero nome è Jamison Wilkes e da minorenne era stato condannato per aggressione contro il padre che lo molestava. Ed era lui, travestito da infermiera, il vero molestatore delle pazienti, intontite dai farmaci. Eva lo aveva scoperto, lo aveva raccontato all'infermiera Collins, poi aveva rivelato a Draine di averlo denunciato, ricattandolo e mettendolo nella necessità di uccidere la donna. Far poi ricadere la colpa sulle pazienti era stato facile.
 Accorso all'Istituto, Murdoch potrebbe ancora fermare la fuga di Eva, ma preferisce non perdere tempo e andare a soccorrere la moglie. La quale, malgrado tutto, è riuscita a difendersi bene, ma è più che felice di vederlo e di essere arrivata alla conclusione dell'orribile vicenda.
 Julia decide di eliminare il reparto d'isolamento, in modo da fornire alle pazienti una migliore e più umana assistenza. Intanto Eva, bugiarda e manipolatrice come sempre, durante la fuga non ha tardato a trovare aiuto. Il suo desiderio di rivalsa è una spada di Damocle sul capo del detective Murdoch, che ne è perfettamente consapevole.
- Altri interpreti: Janet-Laine Green (signora Lynd), Anastasia Phillips (Charlotte), Daiva Zalnieriunas (Eva Pearce), Emma Campbell (Rose Maxwell), Brandon Crone (Cedric Maxwell), Tara Nicodemo (Hannah), Bob Bainborough (Samuel Draine), Chris Whitby (assistente), Lauren Spring (un'infermiera)

## Il problema della ragazza di Toronto
- Titolo originale: Toronto's Girl Problem
- Diretto da: Peter Mitchell
- Scritto da: Michelle Ricci

### Trama
All'organico della Stazione n°.4 si unisce Charlie Brackenreid, nipote dell'ispettore. Il giovane poliziotto arriva da Londra, città che ha lasciato per motivi di sicurezza dopo aver testimoniato contro l'assassino del suo migliore amico.
 Quasi subito viene coinvolto nell'indagine su di un caso di omicidio: in un vicolo è stato ritrovato un cadavere femminile in abito da sera; la donna è stata apparentemente accoltellata e si è difesa, ha cercato di estrarre l'arma e probabilmente ha ferito l'aggressore con gli anelli che porta ancora alle dita. La dottoressa Grace riconosce nella vittima - di lì a poco identificata come Diana White - una donna incontrata alla festa semiclandestina cui ha partecipato con Lillian la sera precedente: forse era l'organizzatrice dell'evento. Diana infatti affittava spesso il luogo ove si è tenuta la festa. Il suo appartamento è abbastanza misero, la dispensa è praticamente vuota, ma sparsi nelle stanze gli investigatori trovano molti abiti eleganti, gioielli costosi ed oggetti preziosi.
Rivolgendosi ad una gioielleria di cui Diana era affezionata cliente gli investigatori scoprono che i preziosi rinvenuti sono stati rubati in vari negozi, i cui titolari non hanno sporto denuncia per evitare una cattiva pubblicità.
 Durante i sopralluoghi nelle gioiellerie lo stesso Crabtree è testimone di un furto, messo in atto da due donne: una riesce a fuggire con la refurtiva; l'altra, la signorina Henshaw, viene arrestata e dal suo interrogatorio emergono alcuni fatti interessanti che sembrano dimostrare l'esistenza di una gang di ladre, capitanate dalla defunta Diana White. L'ispettore Brackenreid ha conferma della cosa rivolgendosi ad un ricettatore di sua conoscenza, Eddie Crawford, lui pure presente alla festa.
 Mentre Crabtree inizia a trovare sempre più fastidiosa la presenza di Charlie Brackenreid, un buon poliziotto a cui però viene concesso sin troppo spazio, gli investigatori decidono di montare una sorta di trappola per le ladre: useranno Emily come infiltrata per ottenere informazioni e prove concrete.
 Scortate a distanza da Charlie, con il pretesto di restituire un soprabito preso per sbaglio (e nelle cui tasche sono stati ritrovati alcuni preziosi) Emily e Lillian tornano nel luogo della festa e si mettono in contatto con una donna bíonda che avevano già notato in precedenza. Fingono di voler partecipare alle attività della gang e ne conoscono il nuovo capo, Beatrice Crawford, sorella del ricettatore consultato da Brackenreid. Vengono accettate, ma il giorno del furto qualcosa va storto: Emily e Lillian avrebbero dovuto essere soltanto gli elementi di distrazione, non i corrieri; i gioielli invece finiscono nelle mani della dottoressa cosicché, quando le ladre vengono arrestate, contro di loro ci sono solo prove circostanziali.
 Una prova più decisiva emerge però dalla perquisizione in casa di Beatrice; Charlie trova infatti un coltello sporco di sangue, con le impronte di Diana White: probabilmente è l'arma del delitto. Beatrice, che mostra alcune ferite da colluttazione, ammette di aver incontrato Diana e di aver litigato con lei per il predominio nella gang, ma dice anche di averla lasciata viva e di aver poi udito il rumore di uno sparo.
 Nel frattempo Emily trova del sangue sulle mani del cadavere di Diana, da lei già accuratamente pulito, e capisce che Charlie Brackenreid ha falsificato la prova del coltello, come probabilmente aveva già fatto a Londra. Per farla tacere il giovanotto tenta di ricattarla, minacciando di rendere pubblica l'equivoca amicizia che ha notato esistere tra lei e Lillian. Emily però non si fa intimidire e rivela i propri sospetti a Brackenreid. Inizialmente l'ispettore s'inalbera e rifiuta di crederle, poi però verifica i fatti e fa in modo di rimettere l'indagine sul giusto binario. Mentre Murdoch trova effettivamente la pallottola sparata contro Diana, Brackenreid identifica la vera arma del delitto, tipica della mala francese: uno stiletto retrattile montato su di una pistola. L'arma era in possesso di Crawford, ma è stata Elaine Henshaw a sparare: la ragazza aveva fatto un lavoretto in proprio, Diana l'avava scoperta e minacciava di estrometterla dalla banda, togliendole così il suo unico mezzo di sostentamento.
 Al termine dell'indagine, senza clamore ma con fermezza, Brackenreid licenzia il nipote e per non rispedirlo a Londra, dove rischierebbe la vita, gli trova lavoro su di un mercantile diretto in Nuova Zelanda.
 L'ispettore mette anche in guardia la dottoressa Grace e le chiede di adottare un atteggiamento più prudente e responsabile. Emily però non accetta ingerenze nella sua vita privata, e fa esattamente l'opposto: rompendo gli indugi, inizia con Lillian una relazione vera e propria.
- Altri interpreti: Sara Mitich (Lillian Moss), Charlie Clements (Charlie Brackenreid), Laura Carswell (Beatrice Crawford), Craig Brown (Eddie Crawford), Allison Dawn Doiron (Elaine Henshaw), Karen Knox (Helen Conroy), Kaitlyn Riordan (Mary Puddle), Janice Kingsley (Diana White), Hal Eisen (signor Jamieson), Paul Amato (Frank Tipman), François Klanfer (proprietario del negozio)

## Il naufragio
- Titolo originale: Shipwreck
- Diretto da: Don McBrearty
- Scritto da: Maureen Jennings

### Trama
Dopo una lite avvenuta nel presbiterio di Saint Francis tra padre Daniel Lebel e la domestica Jeannette Rajotte, la ragazza si reca nel cimitero per pregare sulla tomba dei genitori Claudette e Victor, morti ormai da molto tempo. Poche ore più tardi il suo corpo senza vita viene ritrovato dal signor Robichaud; l'arma del delitto sembra essere una vanga che l'uomo usa abitualmente per scavare le fosse nel cimitero. Padre Lebel risulta irreperibile, pertanto è su di lui che si concentrano i maggiori sospetti; la sua assenza è difficilmente giustificabile anche perché il giovane prete aveva appuntamento con un inviato dall'ufficio del Vescovo, un incontro fissato per quello stesso giorno.
 Recatosi a Saint Francis per indagare, Murdoch riconosce nell'inviato padre Keegan, che molti anni prima era stato suo maestro. L'incontro tra l'anziano ecclesiastico ed il suo ex allievo è molto affettuoso: la vita li ha allontanati, ma entrambi conservano ottime memorie. Padre Keegan ricorda Murdoch come un ragazzo dalla mente acuta, curioso, tenace, ma anche sognatore e il detective ha fatto tesoro degli insegnamenti ricevuti, utilizzandoli spesso nei momenti di dubbio interiore.
 Un episodio in particolare è ben presente ad entrambi: un tragico naufragio avvenuto sulle coste della Nuova Scozia. Una notte di tanti anni prima, un peschereccio si era schiantato sugli scogli durante un temporale, uccidendo i membri dell'equipaggio e due passeggeri, i signori Dawlish. Keegan e il giovane Murdoch avevano censito i morti e i loro beni, e il padre aveva assistito nei suoi ultimi momenti la signora Dawlish, morta poco dopo aver dato alla luce un figlio. Osservando i corpi e interpretando gli indizi a loro disposizione, i due avevano ricostruito una tragedia nella tragedia: la giovane Abigail Dawlish veniva maltrattata dal marito, un maturo mercante che non era morto nel naufragio, ma era stato accoltellato da uno dei marinai, forse sentimentalmente legato ad Abigail e desideroso di proteggerla. Addosso al marinaio morto furono ritrovati oro e gioielli che, come padre Keegan aveva promesso ad Abigail, vennero destinati al bambino appena nato. Padre Keegan non aveva esitato ad occultare i preziosi, affinché nessun altro potesse reclamarli, però in ossequio alla verità non aveva voluto nascondere le prove dell'omicidio di cui il marinaio si era macchiato.
 Ma bisogna tornare all'indagine nel presente: la lite tra padre Lebel e Jeannette è stata udita da Madame Benoit, una vedova che a Saint Francis si era sposata e aveva trovato protezione con il suo bambino, dopo la prematura morte del marito. La Bibbia di Jeannette ritrovata nell'ufficio di padre Lebel sembra fugare ogni dubbio sull'accaduto, tanto più che tra le sue pagine risulta evidenziato un passaggio che allude alla necessità di rispettare la verità, per quanto possa essere difficile da riconoscere: Jeannette aveva scoperto qualcosa di compromettente, intendeva rivelarlo e per questo è stata uccisa.
 Padre Lebel viene rintracciato nel distretto cattolico della città, ma riesce a sottrarsi all'inseguimento di Murdoch. Il detective decide dunque di usare il funerale di Jeannette per attirare il fuggiasco: se padre Lebel è davvero affezionato alla sua congregazione quanto si dice, non mancherà di partecipare. Infatti il giovane prete è presente in chiesa: nei panni di una suora però, e quando Murdoch lo arresta, il suo segreto diviene palese. Padre Label è in realtà una donna, che ha scelto quella difficile strada per seguire la propria vocazione a servire la Chiesa. La donna ammette di essere un'impostora: sarà probabilmente scomunicata, nega però qualunque responsabilità nell'omicidio.
 Murdoch, molto deluso nel comprendere che padre Keegan era al corrente della situazione e stava lavorando per risolverla e insabbiarla, è dunque costretto a cercare un più convincente colpevole. Lo trova infine in Madame Benoit: il matrimonio della donna, celebrato a suo tempo da padre Lebel, alla scoperta della verità sarebbe risultato non valido (come qualunque altro sacramento impartito dal falso prete) e ciò avrebbe danneggiato la sua situazione economica e la posizione del figlio.
 Pur sentendosi tradito e addolorato, Murdoch finisce per capire che padre Keegan ha agito secondo coscienza. Un tempo il vecchio prete aveva creduto che la verità dovesse prevalere sempre e comunque: ora è invece consapevole che a volte un bene più grande può e deve avere la precedenza.
 Riconciliatosi con l'antico maestro, prima di separarsene di nuovo, Murdoch serve Messa con lui, come faceva da bambino.
 Tra gli alti e bassi dell'indagine Crabtree ha invece aiutato Edna a vincere il concorso indetto dal panificio Wickley: il poetico slogan coniato dall'agente frutterà alla ragazza una foto sui manifesti pubblicitari e la fornitura di pane per un intero anno.
- Altri interpreti: Peter Outerbridge[14] (padre Keegan), John Paul Ruttan (Murdoch dodicenne), Tamara Hope (Edna Brooks), Suzanne Roberts-Smith (padre Daniel Lebel), Michéle Duquet (Madame Benoit), Jaques Tourangeau (Francois Robichaud), Genevieve Dufur (Jeanette Rajotte), Charlotte Legault (Abigail Dawlish), Stephanie Bitten (signora Cameron), Stephen Jackson (il pescatore)

## La passione di Crabtree
- Titolo originale: CrabtreeMania
- Diretto da: Peter Mitchell
- Scritto da: Simon McNabb e Jordan Christiansen

### Trama
Crabtree ha portato Edna e Simon ad un incontro di wrestling, sport che lo entusiasma. Sul ring, a sorpresa, il campione in carica Randolph Henderson viene battuto da uno Sfidante Mascherato che lo mette KO con una mossa violenta. Al termine dell'incontro il pubblico è in visibilio; Edna va a cercare un manifesto ricordo e Simon si attarda fuori dallo spogliatoio per chiedete l'autografo di tutti i lottatori. Lì lo ritrova Crabtree: il ragazzo sta ancora aspettando che esca Henderson; Crabtree entra allora nello spogliatoio e trova l'ex campione steso a terra, morto.
 Desideroso di capire cosa sia accaduto, Crabtree chiede ed ottiene di occuparsi dell'indagine: se Henderson è morto a causa di un trauma cranico ritardato, lo Sfidante Mascherato potrebbe essere considerato responsabile del fatto, benché la mossa vincente da lui usata non sia da considerare davvero illegale. In ogni caso la situazione si complica quando l'autopsia rivela che Henderson non è morto per un trauma alla testa, bensì per un'abbondante iniezione di morfina: l'incidente è definitivamente escluso, si tratta di omicidio.
 Grazie all'aiuto del cosiddetto Uomo Massiccio (un lottatore il cui vero nome è Archibald Francis), Crabtree identifica lo Sfidante Mascherato: un altro lottatore di nome Humber che, rintracciato e interrogato, rivela che quello con Henderson era un incontro combinato. La sconfitta del campione era predeterminata, forse in vista di una futura rivincita che ribaltasse di nuovo il risultato. Continuando ad indagare, Crabtree scopre che la vittoria di Humber non è l'unica verità apparente nello sport da lui amato e considerato onesto e leale: ad esempio la rivalità tra il Gladiatore (il cui vero nome è Max Titus) e Henderson è una messinscena, in realtà i due erano amici sin dall'infanzia. Il lottatore chiamato il Cosacco ha una moglie che forse lo ha tradito con Henderson, non è affatto russo e detesta la vodka. E il selvaggio Vurugu non proviene da una boscaglia inesplorata né è privo di linguaggio, come si dice: è un normalissimo lottatore di nome Joe Jefferson, che qualche anno prima ha fatto perdere le proprie tracce in seguito ad uno spiacevole incidente avvenuto ad Indianapolis.
 Proprio Vurugu mette Crabtree al corrente di una promettente pista: un anno prima a Cleveland Henderson si era reso responsabile della morte di un anziano lottatore, Lloyd "il Gentiluomo" Francis. L'Uomo Massiccio è suo figlio e forse ha voluto vendicarsi. Quando nella stanza di Archibald Francis viene ritrovata una siringa di morfina, il caso sembra chiuso: i lottatori assumono abitualmente il farmaco per alleviare il dolore, ma l'Uomo Massiccio non se lo inietta, lo ingerisce. Tuttavia la prova non è definitiva e l'indagine deve continuare. Sino a quel momento Victor McAllister, manager ed organizzatore degli incontri, si è mostrato ben poco collaborativo e molto preoccupato dalla possibilità che i segreti riguardanti il wrestling vengano divulgati, a danno della sua attività. Per breve tempo gli investigatori pensano che l'assassino possa essere lui, tanto più che le sue impronte (faticosamente reperite) vengono trovate sulla siringa mortale. Simon tuttavia non riconosce né in McAllister né in Humber l'Uomo Mascherato che ha visto uscire dallo spogliatoio nel periodo che corrisponde all'avvelenamento di Henderson. McAllister inoltre risponde a tutte le domande degli investigatori in maniera abbastanza convincente. Solo quando essi si renderanno conto che in realtà l'uomo ha fornito non un solo alibi bensì due, saranno in grado di identificare il vero colpevole che - mentre Crabtree vive un inatteso momento di gloria sul ring - viene infine arrestato da Murdoch.
 La felice conclusione dell'indagine frutta all'agente Crabtree una segnalazione per essere promosso detective presso la Stazione n°.3.
 Nel frattempo altri eventi si sono verificati: Brackenreid si è trovato alle prese con un piano di investimenti gestito dal signor Chilton, il suo barbiere; e le suffragette hanno lavorato in vista delle imminenti elezioni.
 Margaret Haile accetta l'appoggio della signorina Hamilton con la sua Lega della Temperanza: Emily e Lillian sono nettamente contrarie, Julia è invece possibilista perché, malgrado il rigido conservatorismo, la Lega è in grado di offrire alle donne grande visibilità. Quando però le richieste della signorina Hamilton si fanno eccessive ed assurde, è la stessa Margaret Haile a congedarla con fermezza.
- Altri interpreti: Tamara Hope (Edna Brooks), Percy Hynes White (Simon Brooks), Nicole Underhay (Margaret Haile), Sara Mitich (Lillian Moss), Ari Cohen (Victor McAllister), David Chilton (signor Chilton), Helen Johns (Jean Hamilton), Todd Campbell (Shane Tindall), Gavin Fox (lo Sfidante Mascherato / Humble), Jeff Black (l'Uomo Massiccio /Archibald Francis), Ted Ludzik (il Cosacco), Rj Skinner (il Gladiatore / Max Titus), Joshua Bariliko (Vurugu), Reuben Jarvis (Randolph Henderson), Shane Clinton Evans (l'allenatore), Thom Sears (agente Evans)

## Il giorno delle elezioni
- Titolo originale: Election Day
- Diretto da: Don McBrearty
- Scritto da: Michelle Ricci e Mary Pederson

### Trama
È finalmente arrivato il giorno delle elezioni: i principali contendenti sono il dottor Nesbitt per il partito conservatore, e il signor Marter che - emarginato dal partito - corre come indipendente. C'è anche Margaret Haile, che però, con l'aiuto delle amiche suffragette, dovrà ancora combattere durante l'intera giornata per i suoi diritti di candidata.

Murdoch ha scelto di votare anticipatamente, nel caso si fosse presentata un'indagine urgente, e ha fatto bene: proprio fuori dal seggio n°.5 viene ritrovato il cadavere di un uomo. È ancora caldo, porta dei baffi finti, una cravatta rossa, e sul collo presenta segni di strangolamento e tracce di qualcosa di verde. Viene identificato come Plantagenet McCarthy, assieme ad Alexander Cuddy in mattinata era stato il primo a votare nel seggio.
 Recatosi all'alloggio del morto, Murdoch incontra Terrence Meyers che chiede il suo aiuto: gli racconta che McCarthy era ai suoi ordini, incaricato di stanare una spia tedesca e di monitorare un traffico d'armi con base a Toronto. Tra i votanti del seggio viene trovato un John Smith, il cui vero nome è Johannes Schmidt: l'attenzione di Meyers si fissa su di lui, Murdoch e Brackenreid però lo escludono dai sospettati perché l'uomo non presenta sulle mani alcun segno compatibile con lo strangolamento.
 L'indagine prende una piega totalmente differente quando al seggio n°.5 viene individuato un uomo sospetto: è Alexander Cuddy, in procinto di votate abusivamente per la seconda volta. Il suo fermo mette in luce una truffa elettorale organizzata da Duncan Hogan, volta a favorire Marter, benché il candidato avesse rifiutato di usare questa scorciatoia illegale. Propagandisti come Cuddy avrebbero dovuto presentarsi più volte al voto, usando il nome di altri elettori; McCarthy (il cui vero nome era Burt Larsen) era uno di loro: aveva per caso assunto il nome della spia, e forse per questo è stato ucciso.
 Meyers tuttavia finisce per ammettere che in realtà Plantagenet McCarthy non esiste: è una figura da lui creata per stanare la spia. Di lì a poco le ricerche di Murdoch e di Meyers portano a concludere che anche la famigerata spia tedesca è un'invenzione di comodo, quindi la pista del traffico d'armi viene definitivamente archiviata.
 L'indagine si sposta dunque su Burt Larsen e su quanti avessero motivi di risentimento nei suoi confronti: in generale il partito conservatore si era mostrato molto infastidito dalle sue ingerenze, e il dottor Nesbitt in particolare, esasperato dalle numerose lettere che Larsen gli aveva inviato affinché si ritirasse dalle elezioni, aveva minacciato di ucciderlo.
 Ad un certo punto però Murdoch si accorge di un particolare inquietante e rivelatore: Larsen aveva assunto il nome di una inesistente spia, ma quella spia - proprio a partire dal nome - era stata modellata su di una persona reale: forse è questa la direzione migliore su cui indirizzare l'indagine.
 Il vero McCarthy è morto da una decina d'anni per cause naturali: aveva però subito un'aggressione da parte di un uomo che si riteneva da lui gravemente danneggiato. Ed è ricostruendo l'intera storia che Murdoch trova finalmente il vero assassino e il suo movente, legato ad antichi rancori. Il colpevole, presente nel seggio, per strangolare la sua vittima ha usato il cordino verde che sigilla i pacchi di schede; tragicamente però, solo dopo l'arresto si rende conto di aver ucciso un uomo innocente che aveva assunto un nome fittizio.
 Al termine della votazione e dello scrutinio il seggio viene attribuito a Nesbitt e ai conservatori. Margaret Haile però si sente a sua volta vincitrice: ha ottenuto ben 79 voti e ha dimostrato che la partecipazione delle donne alla vita politica è possibile. Festeggia facendosi scattare con le amiche una foto ricordo; a loro si unisce anche una ragazzina piena di entusiasmo, che a Margaret ha chiesto l'autografo: il suo nome è Agnes Macphail.
 Per gran parte dell'indagine, malgrado l'omicidio, George Crabtree si è sentito al settimo cielo: la sua imminente promozione a detective ha portato ottime prospettive, uno stipendio più alto gli permetterà di comprare una casa e di pianificare una vita diversa. Chiede a Edna di sposarlo, e la ragazza accetta con gioia; anche Simon è soddisfatto per gli sviluppi della situazione.
 La loro felicità è però di breve durata: l'improvviso ritorno di Archibald Brooks, il marito di Edna da tempo creduto morto, rimette tutto in discussione.
- Altri interpreti: Nicole Underhay (Margaret Haile), Sara Mitich (Lillian Moss), Patricia Fagan (Clara Brett Martin), Tamara Hope (Edna Brooks), Percy Hynes White (Simon Brooks), Arwen Humphreys (Margaret Brackenreid), Peter Keleghan (Terrence Meyers), Andrew Stelmack (dottor William Beattie Nesbitt), Jeffrey Wetsch (George Marter), David Talbot (Vernon Snipe), Justin Goodhand (Elmer Lowrie), Eric Craig (Patrick Trimble), Zoe Fraser (Agnes Macphail), Mishka Thébaud (Alexander Cuddy), Kent Sheridan (Duncan Hogan), David Alexander Miller (sergente Archibald Brooks), Thomas Saunders (Johannes Schmidt), J.Craig Sandy (Burt Larsen)

## Il furbo detective
- Titolo originale: Artful Detective
- Diretto da: Dan McCutcheon
- Scritto da: Paul Aitken e Carol Hay

### Trama
Durante la ronda notturna l'agente Higgins assiste da lontano ad un'aggressione; non riesce ad intervenire e può solo segnalare la vittima di turno: un uomo garrotato e di lì a poco identificato come Billy McKenna, un poco di buono al servizio di Bernie King, il più grande allibratore di Toronto. In tasca al cadavere viene ritrovato un pollice amputato di recente.
 Poco tempo dopo viene segnalata una seconda vittima: il professor Gideon, un matematico che forse si era fortemente indebitato scommettendo sulle corse di cavalli, per le quali aveva elaborato un fallimentare sistema. Al cadavere manca un pollice, per cui è ragionevole pensare ad un legame con il precedente omicidio. Tuttavia il pollice rinvenuto in tasca a McKenna si rivela appartenere non al professor Gideon, bensì ad una terza vittima che viene successivamente rinvenuta. Si tratta di Ronald Richards, un disinfestatore che a detta della moglie non era uno scommettitore; ci sono però alcuni strani particolati: l'uomo era stato licenziato e di recente aveva stipulato un'assicurazione sulla vita di ben 2000 dollari. Inoltre, in base ai rilievi dell'autopsia, la sua morte risale ad almeno dodici ore prima del ritrovamento del corpo: dunque Richards è la prima vittima della serie.
 L'indagine si ingarbuglia: Murdoch è perplesso, Brackenreid nervoso e Crabtree pare inquieto. Per l'agente pesano molto anche le difficoltà della situazione personale: il ritorno di Archibald Brooks è stato un duro colpo e le cose si sono fatte quasi insostenibili quando Crabtree ha scoperto che Edna è stata brutalmente picchiata dal marito e che per reazione Simon ha ripreso le vecchie abitudini da piccolo delinquente.
 Ma l'indagine incalza, e disgraziatamente le vittime non sono finite. Mildred Abernatie, ricca ereditiera ed abile arciera, viene ritrovata squartata e priva di un pollice, e poi Horace Blackman, un inventore, viene trovato cadavere nel suo laboratorio. Un opuscolo nascosto tra le sue carte sembra dare agli investigatori una prima traccia concreta: Blackman, alla ricerca di fondi per le sue invenzioni, scommetteva sulle corse. La cosa strana, in base ai dati, è che risulta abbia scommesso su di una inesistente "settima corsa". Murdoch rintraccia lo stampatore dei programmo sportivi, Arnold Paulson, e da lui viene a sapere che la corsa incriminata è stata inserita nel programma su richiesta di un anonimo che per il servizio ha pagato 5 dollari. Paulson aveva ipotizzato uno scherzo, ma gli investigatori scoprono qualcosa di ben più inquietante: la corsa del giorno precedente comprendeva nove cavalli e cinque dei loro nomi fittizi possono essere ricondotti alle identità delle vittime.
 Si delinea dunque un quadro più chiaro della situazione: tutte le vittime avevano bisogno di soldi, forse si sono uccise tra loro nel corso di un macabro gioco ad eliminazione, e i pollici recisi costituiscono la prova del delittuoso operato. A conferma dell'ipotesi spuntano altri due cadaveri: un uomo trafitto da una freccia e tenuto in ghiacciaia per ventiquattr'ore (presumibilmente la vittima della signorina Abernatie), e un altro uomo che grazie ad un tatuaggio di tipo militare - benché non sia privo di alcun pollice - viene identificato come il "Giovane Soldato" della lista.
 Resterebbero dunque due giocatori e potenziali vittime; Murdoch tuttavia scopre di esser stato aggiunto alla lista come "Furbo Detective" e scampa per puro caso ad un attentato mortale in cui è invece il suo aggressore a soccombere. Per incastrare quello che dovrebbe finalmente essere l'ultimo giocatore, il sedicente "Grande Cacciatore", lo stesso Murdoch si presta a fare da esca. L'agguato riesce, ma a sorpresa il detective deve successivamente vedersela anche con un altro aggressore: il vero "Giovane Soldato".
 Mentre Bernard King viene arrestato con l'accusa di istigazione all'omicidio, poiché è a lui che il macabro gioco va fatto risalire, Emily identifica infatti il falso "Giovane Soldato" che giace all'obitorio come Archibald Brooks, il violento marito di Edna.
 Improvvisamente Crabtree si ritrova nei guai: era presente in obitorio all'arrivo del cadavere, ma ne ha taciuto la reale identità; inoltre tutte le tracce (orme insanguinate sulla scena del crimine, il calibro dell'arma usata per uccidere Brooks) riconducono a lui. Fermato e interrogato, Crabtree rifiuta di dare qualunque spiegazione e si limita a tacere.
 Così, circondato dal dolore e dallo sgomento di tutti gli amici, George viene formalmente arrestato per omicidio e rinchiuso in cella, proprio nel luogo dove per lungo tempo ha lavorato con entusiasmo.
 Emily e Lillian sospendono momentaneamente il loro contrasto sull'eventuale trasferimento a Londra.
- Altri interpreti: Lachlan Murdoch (agente Henry Higgins), Kristian Bruun (agente Slugger Jackson), Tamara Hope (Edna Brooks), Percy Hynes White (Simon Brooks), Sara Mitich (Lillian Moss), Chris Hoffman (Bernie King), Jim Annan (Arnold Paulson), Ruth Madoc-Jones (signora Richards), Peter Krantz (il "Grande Cacciatore"), Robert Geraw (ragazzo di strada)